# Depressió tropical deu (2007)
La depressió tropical deu fou un breu cicló tropical que recalà a terra ferma per la panhandle de Florida el setembre de 2007. El sistema es desenvolupà en depressió subtropical el 21 de setembre al nord-est del Golf de Mèxic de la interacció d'una ona tropical, la cua d'un front fred i una àrea de baixes pressions. En un primer moment, la circulació no estava ben definida i l'activitat tempestuosa era intermitent; després que la convecció sobre el centre augmentés, el sistema assolí l'estatus de depressió tropical. Avançant en direcció nord-oest, la depressió s'acosta a terra ferma, a prop de Fort Walton Beach; fou a l'inici del 22 de setembre, i poc després es dissipà sobre el sud-est Alabama.
Inicialment, es preveia que la depressió es mogués per terra ferma en forma de tempesta tropical menor, però l'amenaça de la depressió provocà que es declarés l'estat d'emergència a Mississipi i Louisiana. Era el primer cicló tropical que colpejava Nova Orleans des de l'Huracà Katrina i la destructiva temporada d'huracans del 2005. L'impacte global des cicló fou menor i limitat pel que fa a les precipitacions. Tanmateix, el sistema precursor produí un tornado que feu mal a Eustis, Florida, causant la destrucció de 20 cases i 30 més amb danys importants.

## Història meteorològica

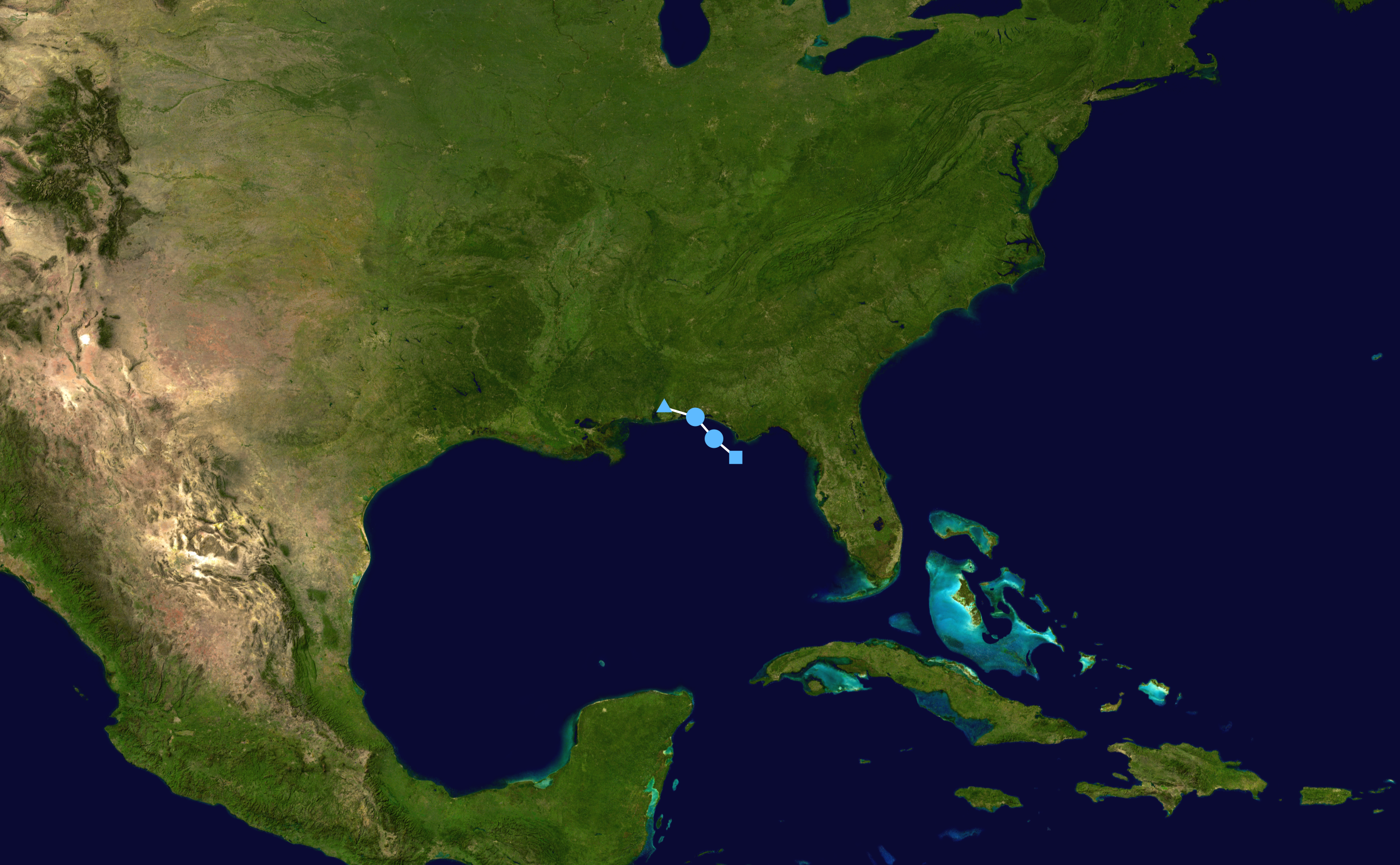
Trajectòria de la tempesta.

La depressió tropical deu es formà de la complexa interacció entre una àrea de baixa pressió, una ona tropical que ja havia desenvolupat la tempesta tropical Ingrid i la cua d'un front fred. El 17 de setembre el sistema presentava una activitat tempestuosa estesa sobre les Bahames i la zona oest de l'oceà Atlàntic. El sistema de baixa pressió a l'atmosfera superior situat per sobre de la panhandle de Florida augmentà la convecció en aquesta àrea, i el 18 de setembre el sistema començà a travessar Florida. Inicialment les pressions de superfície eren molt desorganitzades i es reduïren gradualment arreu de la regió; finalment, el 19 de setembre s'hi desenvolupà un sistema de baixa pressió feble.
El vol de reconeixement aeri pel sistema del 20 de setembre informà d'una baixa ben definida i de fortes ràfegues de vent torbonades quan el sistema avançava en direcció nord-est pel Golf de Mèxic, amb una activitat tempestuosa limitada i desorganitzada. Gradualment, la convecció començà a organitzar-se millor, amb una banda de precipitació ben definida en el seu semicercle oriental i una activitat tempestuosa intermitent a prop del centre. Malgrat una estructura general irregular, amb una circulació poc definida i una àrea de baixa pressió, el Centre Nacional d'Huracans emeté el primer avís de la depressió subtropical deu el 21 de setembre a les 15:00 UTC, quan es trobava a 60 quilòmetres (40 milles) del sud de l'Illa de St. Vincent, Florida, i informava del "potencial per desenvolupar-se en arribar a la línia de la costa". En les anàlisis posteriors, havia estat classificada tres hores abans com a cicló subtropical.
Amb una zona de pressions mitjanes al nord-oest, la depressió subtropical es considerava que aniria paral·lela a la costa del Golf dels Estats Units, que assoliria vents de 75 km/h i que es mouria terra endins al llarg del sud de Mississipi. La convecció cada cop era més definida i amb un increment modest de la convecció sobre el centre; sis hores després del seu desenvolupament el sistema es convertí en una depressió tropical. El cicló continuà avançant en direcció nord-oest, recalant prop de Fort Walton Beach, Florida, amb vents de 55 km/h a les 00:00 UTC del 22 de setembre. El núvol patró es deteriorava com més s'endinsava cap a l'interior, i tres hores després de ser a terra ferma el Centre Nacional d'Huracans emeté el seu últim avís consultiu de la depressió. Quan la depressió arribà a Alabama, era cada cop més desorganitzada, i el sistema es dissipà com a cicló tropical en les primeres hores del 22 de setembre. En direcció oest-nord-oest, el seu romanent continuà avançant en forma de baixa abans de desaparèixer a prop de la frontera entre Louisiana i Texas a principis del 23 setembre.

## Preparació i impacte
La combinació del cisallament del vent i la baixa helicitat produí una convecció moderada quan travessà Florida Central associat amb el sistema precursor de baixes pressions. Al final del 20 de setembre, una supercèl·lula es desenvolupà prop del llac Apopka, i avançà de pressa en direcció nord produí un tornado d'EF1 prop d'Eustis; el tornado feu un trajecte de fins a 3 km aproximadament i assolí vents de fins a 160 km/h. El tornado destruí totalment 20 cases, feu malbé 30 més, ferí una persona, i deixà sense subministrament elèctric a 300 persones aproximadament. Les destrosses totals es quantificaren en 6,2 milions de dòlars (2007 USD). Es reportaren també tornados a Marianna i Chipley (Florida). El precursor del sistema de baixa pressió també generà llampecs que enganxaren i mataren a un home al comtat de Hendry (Florida).

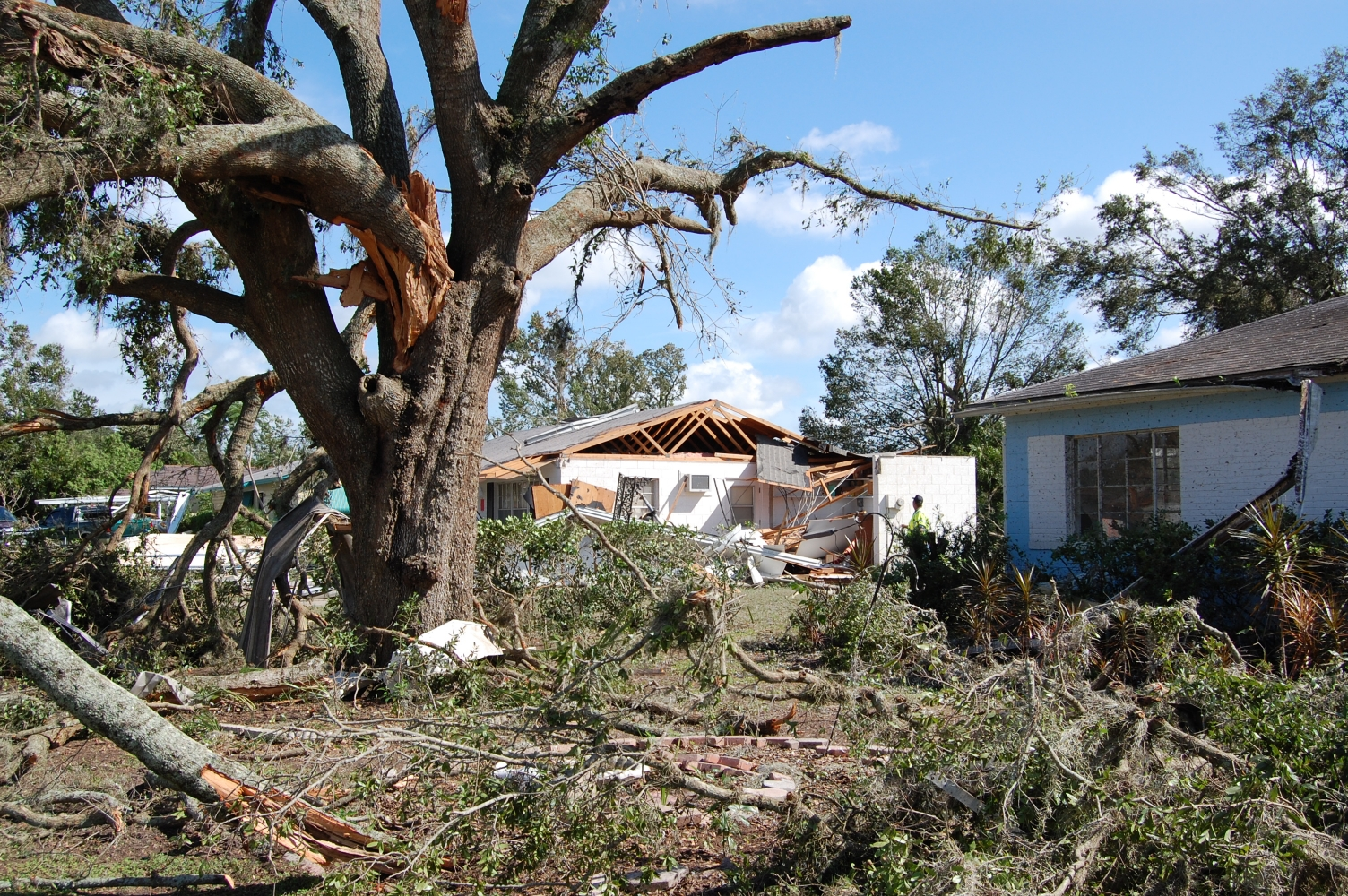
Danys provocats per la depressió a Eustis (Florida).

Dotze hores abans de la formació de la depressió, les bandes de precipitació exteriors començaren a afectar algunes zones de les costes de Florida Panhandle. Coincidint amb el primer avís consultiu de la depressió, el Centre Nacional d'Huracans emeté un avís de tempesta tropical des de l'oest d'Apalachicola, Florida, fins a la desembocadura del riu Mississipi. Poc després, un avís intern de tempesta tropical advertí als comtats de Pearl River, Walthall i Pike de Mississipi i a la parròquia de Washington de Louisiana. Addicionalment, el Servei Nacional de Meteorologia de Nova Orleans advertí del ric inundacions costaneres en quatre parròquies del sud-est de Lousiana. A Mississipi, el governador Haley Barbour declarà l'estat d'emergència. Els oficials ordenaren una evacuació obligatòria als residents d'àrees poc profundes i per a les caravanes dels comtats de Jackson, Harrison i Hancock. Els oficials de Nova Orleans habilitaren tres refugis d'emergència pels ciutadans que encara vivien en 17.000 FEMA trailers després de l'Huracà Katrina. A causa de l'amenaça del cicló, el governador de Louisiana, Kathleen Blanco, declarà l'estat d'emergència i posà en estat de reserva a la Guardià Nacionali altres serveis d'atenció en situacions de desastres.
Es succeïren ones d'aproximadament 1,5 metres i corrents de ressaca al llarg de la costa oest de Florida. Tanmateix, l'erosió de les platges fou pràcticament inexistent. Les precipitacions associades al sistema acumularen un màxim de fins a 185 mm a Hastings (Florida). En altres zones com Albany (Geòrgia), es recolliren un total de 37,1 mm i fins a 13 mm a Dothan (Alabama). Les ràfegues de vent de la tempesta assoliren màxims de fins a 74 km/h a Milton, Florida, que feu caure alguns arbres al comtat d'Escambia. Globalment, els danys de la depressió foren mínims. La tempesta provocà una maror ciclònica entre els 0,76 m i els 1,2 m al llarg de Panhandle.
Abans del seu desenvolupament, algunes companyies de gasoil i gas resguardaren treballadors innecessaris d'algunes plataformes d'extracció de petroli del nord del Golf de Mèxic; Shell Oil Company evacuà al voltant de 700 treballadors, mentre que Noble Energy evacuà al voltant de 300 operaris actius de les dues torres petrolíferes. Per la seva banda, Exxon Mobil aturà la seva producció de 1.000 barrils de petroli i 1.500 m³. Amb un 27,7% de la producció de petroli cru diari aturat a causa de la depressió, el preu del petroli augmentà els dies següents a nivells elevats i el 20 de setembre registrà un índex de 84 $ el barril.

### Tornados
| Llista de tornados confirmats – Dijous, 20 de setembre del 2007           | Llista de tornados confirmats – Dijous, 20 de setembre del 2007 | Llista de tornados confirmats – Dijous, 20 de setembre del 2007 | Llista de tornados confirmats – Dijous, 20 de setembre del 2007 | Llista de tornados confirmats – Dijous, 20 de setembre del 2007 | Llista de tornados confirmats – Dijous, 20 de setembre del 2007 | Llista de tornados confirmats – Dijous, 20 de setembre del 2007 |
| EF#                                                                       | Localització                                                    | Comtat                                                          | Coord.                                                          | Hora (UTC)                                                      | Trajecte                                                        | Danys |
| ------------------------------------------------------------------------- | --------------------------------------------------------------- | --------------------------------------------------------------- | --------------------------------------------------------------- | --------------------------------------------------------------- | --------------------------------------------------------------- | --- |
| Florida                                                                   |                                                                 |                                                                 |                                                                 |                                                                 |                                                                 | |
| EF1                                                                       | Àrea d'Eustis                                                   | Lake                                                            | 28° 50′ N, 81° 41′ O / 28.84°N,81.68°O                          | 02:57                                                           | 2,9 km                                                          | Breu aterratge que destruí totalment 20 cases, causà danys importants a 30 cases més i danys menors a 81. Al voltant de $6.2 milions en danys.                                                                                |
| EF1                                                                       | O de Mayo                                                       | Lafayette                                                       | 30° 03′ N, 83° 15′ O / 30.05°N,83.25°O                          | 04:20                                                           | 0,5 km                                                          | Breu aterratge; el tornado arrencà grans roures i masses de runa de la carreta State Highway 53 i County Road 351. Causà 2.000 $ en danys.                                                                                    |
| Llista de tornados confirmats – Divendres, 21 de setembre del 2007        |                                                                 |                                                                 |                                                                 |                                                                 |                                                                 | |
| Geòrgia                                                                   |                                                                 |                                                                 |                                                                 |                                                                 |                                                                 | |
| EF0                                                                       | ENE de Waresboro                                                | Ware                                                            | 31° 15′ N, 82° 28′ O / 31.25°N,82.47°O                          | 08:45                                                           | 1 km                                                            | Breu aterratge; causà danys a dotze estructures de caràcter lleu a moderat en sostres i sòcols. Gran part dels espais danyats eren caravanes i dependències. També tombà diversos arbres i torres de línia elèctrica.         |
| Alabama                                                                   |                                                                 |                                                                 |                                                                 |                                                                 |                                                                 | |
| EF0                                                                       | O de Blue Springs                                               | Barbour                                                         | 31° 40′ N, 85° 34′ O / 31.66°N,85.57°O                          | 22:34                                                           | 0,6 km                                                          | Breu aterratge; l'ajudant del Sherrif comunicà un tornado a prop de la intersecció entre County Route 23 i la County Route 8 al sud-est de Clio. L'ajudant observà aixecaments de runa, però no es trobà cap dany subseqüent. |
| Font: NCDC Arxivat 2011-05-05 a Wayback Machine. i Tornado database files |                                                                 |                                                                 |                                                                 |                                                                 |                                                                 | |